# Olympische Sommerspiele 2016/Teilnehmer (Togo)
| Gelbes Symbol für Goldmedaillen mit stilisierten Olympischen Ringen | Graues Symbol für Silbermedaillen mit stilisierten Olympischen Ringen | Braundes Symbol für Bronzemedaillen mit stilisierten Olympischen Ringen |
| ------------------------------------------------------------------- | --------------------------------------------------------------------- | ----------------------------------------------------------------------- |
| —                                                                   | —                                                                     | —                                                                       |

Togo nahm an den Olympischen Spielen 2016 in Rio de Janeiro teil. Es war die insgesamt zehnte Teilnahme an Olympischen Sommerspielen. Das Comité National Olympique Togolais nominierte fünf Athleten in drei Sportarten.
Fahnenträgerin bei der Eröffnungsfeier war die Schwimmerin Adzo Kpossi.

## Teilnehmer nach Sportarten

### Leichtathletik
Laufen und Gehen 
| Athleten      | Wettbewerb | Runde 1 | Runde 1 | Halbfinale    | Halbfinale    | Finale        | Finale        | Rang |
| Athleten      | Wettbewerb | Zeit    | Rang    | Zeit          | Rang          | Zeit          | Rang          | Rang |
| ------------- | ---------- | ------- | ------- | ------------- | ------------- | ------------- | ------------- | ---- |
| Frauen        |            |         |         |               |               |               |               |      |
| Prenam Pesse  | 100 m      | 12,38 s | 66      | ausgeschieden | ausgeschieden | ausgeschieden | ausgeschieden | 66   |
| Männer        |            |         |         |               |               |               |               |      |
| Fabrice Dabla | 200 m      | 21,63 s | 74      | ausgeschieden | ausgeschieden | ausgeschieden | ausgeschieden | 74   |

### Rudern
| Athleten               | Wettbewerb | Vorlauf     | Vorlauf | Vorlauf       | Hoffnungslauf | Hoffnungslauf | Hoffnungslauf | Viertelfinale | Viertelfinale | Viertelfinale | Halbfinale  | Halbfinale | Halbfinale    | Finale      | Finale | Rang |
| Athleten               | Wettbewerb | Zeit        | Platz   | Qualifikation | Zeit          | Platz         | Qualifikation | Zeit          | Platz         | Qualifikation | Zeit        | Platz      | Qualifikation | Zeit        | Platz  | Rang |
| ---------------------- | ---------- | ----------- | ------- | ------------- | ------------- | ------------- | ------------- | ------------- | ------------- | ------------- | ----------- | ---------- | ------------- | ----------- | ------ | ---- |
| Frauen                 |            |             |         |               |               |               |               |               |               |               |             |            |               |             |        |      |
| Claire Akossiwa Ayivon | Einer      | 9:56,43 min | 5       | Hoffnungslauf | 9:04,76 min   | 4             | Halbfinale E  | –             | –             | –             | 9:25,60 min | 4          | F-Finale      | 9:54,54 min | 2      | 32   |

### Schwimmen
| Athleten      | Wettbewerb    | Vorlauf | Vorlauf | Halbfinale    | Halbfinale    | Finale        | Finale        | Rang |
| Athleten      | Wettbewerb    | Zeit    | Rang    | Zeit          | Rang          | Zeit          | Rang          | Rang |
| ------------- | ------------- | ------- | ------- | ------------- | ------------- | ------------- | ------------- | ---- |
| Frauen        |               |         |         |               |               |               |               |      |
| Adzo Kpossi   | 50 m Freistil | 33,44 s | 79      | ausgeschieden | ausgeschieden | ausgeschieden | ausgeschieden | 79   |
| Männer        |               |         |         |               |               |               |               |      |
| Emeric Kpegba | 50 m Freistil | 27,67 s | 80      | ausgeschieden | ausgeschieden | ausgeschieden | ausgeschieden | 80   |